# ألان بول (سينمائي)
الآن بول (بالإنجليزية: Alan Ball)‏ (13 مايو 1957) - ممثل، ومخرج، ومؤلف سينمائي وتلفزيوني أمريكي، اشتهر بتأليفه وإنتاجه للمسلسل الأمريكي الدرامي الشهير «ستة أقدام تحت الأرض» كما قام بتأليف الفيلم الأمريكي الشهير «الجمال الأمريكي» "American Beauty".

## روابط خارجية
- ألان بول على موقع IMDb (الإنجليزية)
- ألان بول على موقع الموسوعة البريطانية (الإنجليزية)
- ألان بول على موقع ألو سيني (الفرنسية)
- ألان بول على موقع ميوزك برينز (الإنجليزية)
- ألان بول على موقع أول موفي (الإنجليزية)
- ألان بول على موقع قاعدة بيانات الأفلام السويدية (السويدية)
- ألان بول على موقع إن إن دي بي (الإنجليزية)
- ألان بول على موقع قاعدة بيانات الفيلم (الإنجليزية)
- ألان بول على موقع كينوبويسك (الروسية)